# Dixebra
Dixebra é uma banda asturiana de rock com influência do folk rock e que canta em asturiano. Formada em Avilés, em 1987.

## Discografia

### Álbuns
- Grieska - FonoAstur, 1990
- ¿Asturies o trabayes? - L'Aguañaz, 1993
- Apúntate a la llista - L'Aguañaz, 1995
- Dieron en duru - L'Aguañaz, 1997
- Glaya un país - L'Aguañaz, 2000
- Sube la marea - L'Aguañaz, 2002
- Cróniques d'un pueblu - L'Aguañaz, 2003 (disco-livro recopilatorio)
- Ensin novedá - L'Aguañaz, 2005
- N'acción - L'Aguañaz, 2006 (CD+DVD en directo)

### Álbuns Compartilhados
- Las palabras nos separan, los hechos nos unen - Xunca Records, 1994 (LP compartilhado com Intolerance e Eskandalo Publiko)

### Recopilações
- L'asturianu muévese - L'Aguañaz, 1997
  - 3. Nun llores (primera versão)

- L'asturianu vive, la llucha sigue - L'Aguañaz, 2001
  - Discu mariellu
    - 13. Asturalia (nova versão)

- 120 capadores - Falcatruada, 2007
  - Disco 2
    - 2. Gaiteru (versão de Os Diplomáticos de Monte-Alto)

## Homenagens
- - 'Salú ya Dixebra. ¡Perversiones! - L'Aguañaz, 2007